# Els cavalls de colors variats són un testimoni de la riquesa en talent
Els cavalls de colors són un testimoni de la riquesa en talent (pinyin:Yunji chengcai) és una pintura sobre seda que representa cavalls de forma realista amb tinta i colors, realitzada pel missioner jesuïta milanès Giuseppe Castiglione (pinyin: Lang Shinin) durant la seva estada a la cort imperial xinesa. Aquesta escena representa vuit cavalls en un paisatge accidentat, sobrealçat amb un salze mort a la dreta. L'emperador Qing Gaozong li atribueix el seu títol, però va ser l'emperador Qianlong qui va reclamar la seva propietat. Aquesta pintura es conserva ara al Museu del Palau Nacional de República de la Xina.

## Context
La data d'acabament d'Els cavalls de colors variats són un testimoni de la riquesa en talent, es desconguda però el seu estil, imbuït de les influències occidentals de Castiglione, suggereix que va ser pintat poc després de la seva arribada a la cort xinesa, el 1715, sota el regnat de l'emperador Yongzheng (1723-1735) .

## Descripció

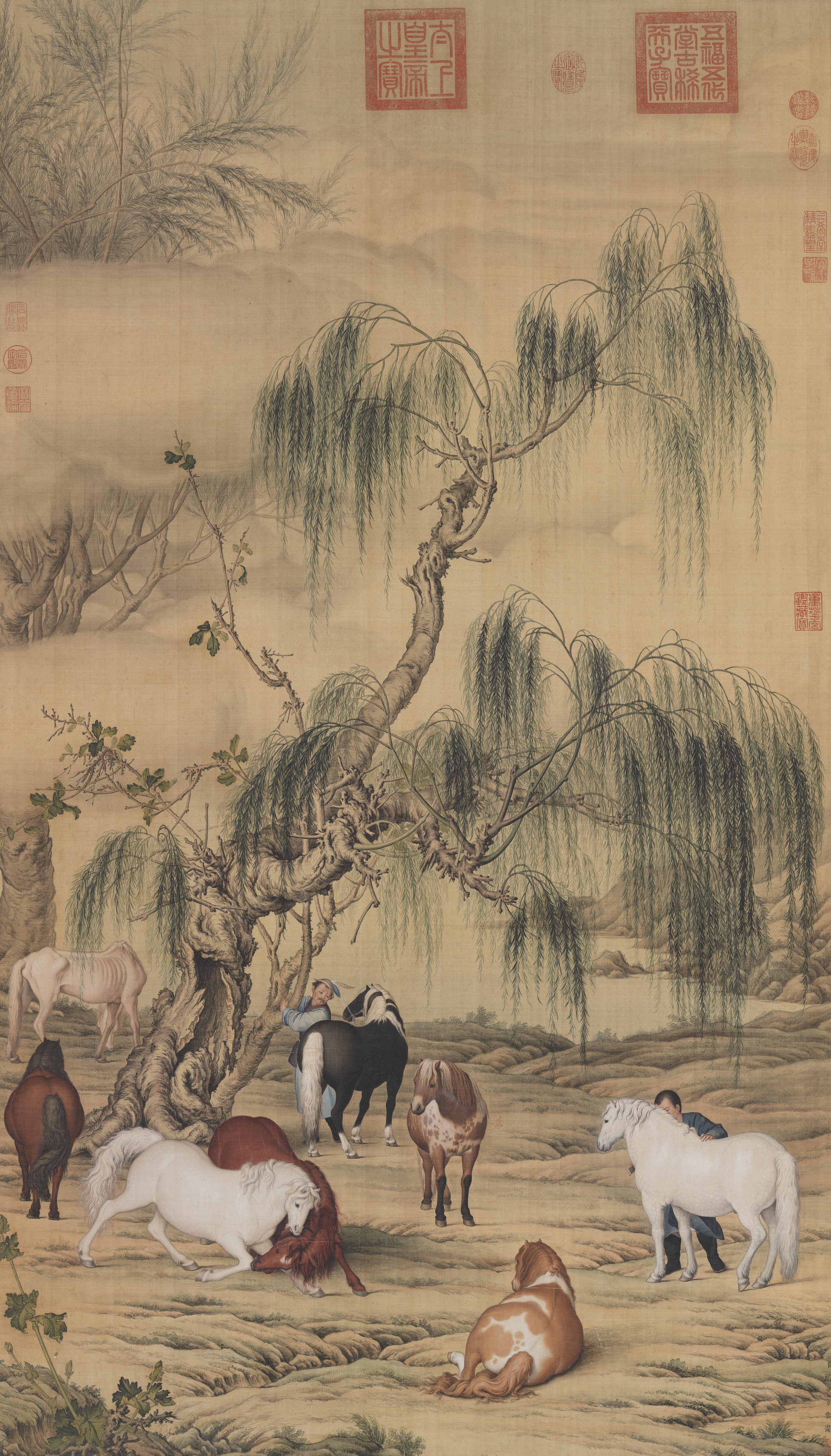
Els Vuit corsers, pintats a la mateixa època prop de Els cavalls de colors variats són un testimoni de la riquesa en talent

Els cavalls de colors variats són un testimoni de la riquesa en talent és una pintura de tinta realçada amb colors, realitzada en un rotlle vertical de seda. Les seves dimensions són 59 per 35,4 cm .
Aquest quadre es troba molt a prop d'un altre quadre de Castiglione, Vuit corsers, datat durant el mateix període. També inclou vuit cavalls nus en diverses posicions, amb la diferència de la ubicació del salze mort, que es troba a la dreta del quadre, i tècniques d'ombrejat, conegudes per Castiglione. La pintura porta un títol de quatre caràcters, atribuït per l'emperador Gaozong, Yunji Chengcai, que es tradueix com "Els cavalls de colors variats són un testimoni de la riquesa en talent " .
Castiglione va signar el quadre amb el seu segell, indicant en sinogrames "El subjecte Lang Shining ha pintat respectuosament" .

## Destí de la pintura
El quadre porta el segell de l' emperador Qianlong de la dinastia Qing, que va signar "El pinzell de l'emperador Qianlong", apropiant-se de l'obra. Actualment, es conserva al Museu del Palau Nacional de República de la Xina.